# Стадняк східний
Стадняк східний (Pomatostomus halli) — вид горобцеподібних птахів родини стаднякових (Pomatostomidae).

## Поширення
Ендемік Австралії. Поширений у посушливих районах на півдні Квінсленду та північному сході Нового Південного Уельсу.

## Опис
Це птахи середнього розміру, завдовжки 19-21 см, вагою 30-47 г. Серпоподібний дзьоб зігнутий донизу. Ноги міцні та довгі. Хвіст також досить довгий, клиноподібний. Крила округлі.
Оперення темно-коричневого забарвлення, лише брови, горло і груди білого кольору. З боків дзьоба йде тесно-коричнева смуга, яка сягає очей (утворюючи маску) і продовжується до потилиці, відокремлюючи білі надбрівну смугу і горло. Від інших австралійських стадняків відрізняється коричневою потилицею і ширшими надбрівними смугами.

## Спосіб життя
Мешкають у посушливих районах, де буш пересікається з лісом з густим підліском. Ліси представлені, переважно, казуариною та акацією. Трапляються невеликими зграями до 20 особин, що складаються з племінної пари та молодняка кількох попередніх виводків. Активні вдень. Живляться комахами, дрібними хребетними, ягодами, насінням. Розмножується декілька разів за рік. Утворюють моногамні пари. Чашоподібне гніздо будується у роздвоєнні стовбура акації або казуарини. У гнізді 1-3 яйця. Інкубація триває 20 днів. Насиджує самиця, самець в цей час годує та охороняє партнерку. У догляді за пташенятами бере участь уся зграя.